# Holger Bech Nielsen
Holger Bech Nielsen (Copenhaguen, 25 d'agost de 1941) és un físic danès; professor en l'Institut Niels Bohr de la Universitat de Copenhaguen, en la qual, va començar a estudiar física l'any 1961, és reconegut per ser un dels creadors de la teoria de cordes amb Leonard Susskind i Gabriele Veneziano entre d'altres.
Ha obtingut resultats innovadors en el camp de la física de partícules, especialment en la teoria de cordes, juntament amb Yoichiro Nambu, John H. Schwarz i Leonard Susskind. Tot i treballar independentment d'aquests científics, ell també és un dels pioners en la creació d'aquesta teoria. A més, ha defensat des de molt aviat que el model de Gabriele Veneziano és una part integral de la teoria de cordes.
L'any 2001, Nielsen va ser guardonat amb el prestigiós Premi Humboldt en reconeixement de les seves investigacions. Alguns dels seus avenços en física nuclear han donat lloc a noms com el vòrtex Nielsen-Olesen i el teorema Nielsen-Ninomiya, que tracta la representació dels fermions quirales. A més, juntament amb el seu col·laborador Ziro Koba, va introduir les variables Koba-Nielsen en aquest camp de recerca.
L'any 2009, juntament amb el seu col·lega en física, Masao Ninomiya, va presentar una teoria radical per explicar els repetits fracassos experimentats pel Gran Colisionador d'Hadrons (LHC) en iniciar les seves operacions. Aquest colisionador, entre altres objectius, té com a finalitat trobar evidències del hipotètic bosó de Higgs. Es va suggerir que la partícula pot ser tan detestable per a la naturalesa que la seva creació faria un arrissat o bucle cap endarrere en un viatge en el temps i detindria al colisionador abans que pogués crear una, d'una manera similar al que ocorre suposadament amb la paradoxa de l'avi.
És molt popular al seu país per les seves entusiastes lliçons públiques de física i és sovint entrevistats en les notícies diàries, especialment en assumptes relacionats amb la física de partícules . Les seves últimes aparicions públiques han estat en la Universitat de Dinamarca del Sud en Odense (el 10 de març de 2005); en el Kulturhuset de Skanderborg (26 de gener de 2006), en el EUCVest a Esbjerg (21 de març de 2006) i en el Regensen de Copenhaguen (12 d'abril de 2006). També és membre de la Det Norske Videnskaps-Akademi, DNVA, (l'Acadèmia Noruega de Ciències i Lletres).